# まち・ひと・しごと創生法
まち・ひと・しごと創生法（まち・ひと・しごとそうせいほう、平成26年11月28日法律第136号）は、地方創生を推進するため、人口減少や東京圏への人口集中を食い止め、地方を活性化するための基本理念などに関する日本の法律である。
2014年11月28日に公布された。

## 概要
まち・ひと・しごと創生は以下を一体的に推進することを指す。
まち国民一人一人が夢や希望を持ち、潤いのある豊かな生活を安心して営める地域社会の形成
ひと地域社会を担う個性豊かで多様な人材の確保
しごと地域における魅力ある多様な就業の機会の創出

## 構成
- 第1章 総則（第1条―第7条）
- 第2章 まち・ひと・しごと創生総合戦略（第8条）
- 第3章 都道府県まち・ひと・しごと創生総合戦略及び市町村まち・ひと・しごと創生総合戦略（第9条・第10条）
- 第4章 まち・ひと・しごと創生本部（第11条―第20条）
- 附則